# San Juan de la Cuesta
San Juan de la Cuesta (en senabrés San Xuan) es una localidad española perteneciente al municipio de Robleda-Cervantes, en la provincia de Zamora, comunidad autónoma de Castilla y León.

## Geografía
Pertenece a la comarca de Sanabria, encontrándose dentro de la misma en la ladera suroeste del "Alto de San Juan" o "Peña Surrapia", a una media de 1150 metros de altitud.

## Historia
Las primeras referencias escritas a esta localidad, y al despoblado de San Pelayo (despoblado desde el siglo XVI), son del siglo XII y se encuentran en el Tumbo del monasterio de San Martín de Castañeda. En esta época San Juan de la Cuesta quedó integrado en el Reino de León, cuyos monarcas habrían acometido la repoblación de la localidad dentro del proceso repoblador llevado a cabo en Sanabria. Tras la independencia de Portugal del reino leonés en 1143 habría sufrido por su situación geográfica los conflictos entre los reinos leonés y portugués por el control de la frontera, quedando estabilizada la situación a inicios del siglo XIII.
Posteriormente, en la Edad Moderna, San Juan fue una de las localidades que se integraron en la provincia de las Tierras del Conde de Benavente y dentro de esta en la receptoría de Sanabria. No obstante, al reestructurarse las provincias y crearse las actuales en 1833, San Juan de la Cuesta, aún como municipio independiente, pasó a formar parte de la provincia de Zamora, dentro de la Región Leonesa, quedando integrado en 1834 en el partido judicial de Puebla de Sanabria. En torno a 1850, el antiguo municipio de San Juan de la Cuesta se integró en el de Robleda, que en la década de 1910 pasó a denominarse Robleda-Cervantes.

## Patrimonio
El casco urbano de esta localidad responde al modelo de arquitectura tradicional de la comarca de Sanabria. El principal edificio es la «iglesia de San Juan de la Cuesta», de estilo renacentista y construida en el siglo XV. También es destacable la «ermita de San Pelayo», situada a un kilómetro del casco urbano y en el que se encuentra una imagen del santo titular del siglo XIII. Esta última perteneció al despoblado de San Pelayo, que debió quedar deshabitado hacia el siglo XVI. De especial mención son las fuentes de agua cristalina de esta localidad, en especial la «fuente del Reguero», en la que uno de sus pilones pudo ser una tumba celtibérica de granito.
Entre su patrimonio natural, destaca el «mirador de peña Surrapia», situado a unos 1.400 metros de altitud. Desde allí se podrá tener una vistosa panorámica de la comarca de Sanabria en dirección noroeste.

## Economía
Tradicionalmente, la economía de la localidad se ha basado en la ganadería y la agricultura, siendo especialmente conocidas en Sanabria la calidad de sus frutas.

## Dependencia administrativa
- Judicial y notarialmente: Puebla de Sanabria.
- Eclesiásticamente: Diócesis de Astorga (Arciprestazgo de Sanabria).
- Militarmente: VII Región Militar (noroccidental con base en La Coruña).
- Académicamente: Distrito Universitario de Salamanca.

## Ciudades hermanas
San Juan de la Cuesta posee una ciudad hermana en la provincia de La Pampa, Argentina, la ciudad de Parera.